# تناجر ذهبي الآذان
تناجر ذهبي الآذان (الاسم العلمي: Tangara chrysotis)، هو نوع من الطيور يتبع فصيلة التناجر ضمن رتبة العصفوريات.